# Campeonato de División Intermedia 1922 (Argentina)
El Campeonato de División Intermedia 1922 fue el torneo que constituyó la vigésima cuarta temporada de la segunda división de Argentina en la era amateur.
El torneo contó con ocho nuevos participantes: Caseros, Chacarita Juniors, Ituzaingó, Monserrat, Municipal, Nacional y Olivos, ascendidos de Segunda División; y Chacabuco, afiliado tras haber competido en la División Intermedia de la AAmF. Por su parte, Morón no participó del torneo.
El torneo coronó campeón a All Boys, tras vencer en la final a Villa Urquiza. Los primeros ascensos fueron para los finalistas del campeonato junto al semifinalista Temperley, como ganadores de sus respectivas zonas. Un cuarto ascenso fue para Argentino de Banfield, ganador del Torneo Reducido. Por último, Argentino de Quilmes fue promovido a Primera División.
Por su parte, el torneo de la Asociación Amateurs fue ganado por Argentino del Sud.

## Ascensos y descensos
| Pos. | Ascendidos a Primera División 1922 |
| ---- | ---------------------------------- |
| N/S  | Dock Sud                           |
| 1.°  | Alvear                             |
| 2.°  | Boca Alumni                        |
| 3.°  | Progresista                        |
| 4.°  | San Fernando                       |
| 5.°  | Argentinos Juniors                 |

| Pos. | Ascendidos de Segunda División 1921 |
| ---- | ----------------------------------- |
| s/d  | Caseros                             |
| s/d  | Chacarita Juniors                   |
| s/d  | Ituzaingó                           |
| s/d  | Monserrat                           |
| s/d  | Municipal                           |
| s/d  | Nacional (A)                        |
| s/d  | Olivos                              |

| Descendidos de Primera División 1921 |
| ------------------------------------ |
| No hubo                              |

| Desafiliados                     |
| -------------------------------- |
| Coghlan                          |
| Compañía General de Buenos Aires |
| Everton (P)                      |

| Afiliados |
| --------- |
| Chacabuco |

El número de equipos disminuyó a 23.

## Sistema de disputa
Los participantes fueron divididos en tres zonas geográficas, donde se enfrentaron entre sí bajo el sistema de todos contra todos a dos ruedas. El ganador de cada zona ascendió a Primera División y accedió a la fase final, donde se enfrentaron a eliminación directa a único partido. El ganador se consagró campeón.
Finalizado el campeonato, se puso en juego un cuarto ascenso por medio de un Torneo Reducido.

## Fase de zonas

### Zona Oeste
| Pos. | Equipo    | Pts. |
| ---- | --------- | ---- |
| 1°   | All Boys  | 18   |
| 2°   | San Telmo | 17   |
| 3°   | Alsina    | 16   |
| 4°   | Liniers   | 12   |
| 5°   | Municipal | 7    |
| 6°   | Ituzaingó | 6    |
| 7°   | Monserrat | 6    |

|  | Clasificado a la Fase final. Ascendió a Primera División. |

### Zona Norte
| Pos. | Equipo             | Pts. |
| ---- | ------------------ | ---- |
| 1°   | Villa Urquiza      | 29   |
| 2°   | General San Martín | 20   |
| 3°   | Central Argentino  | 16   |
| 4°   | Chacarita Juniors  | 13   |
| 5°   | Unión (C)          | 13   |
| 6°   | Olivos             | 12   |
| 7°   | Germinal           | 10   |
| 8°   | Caseros            | 5    |

|  | Clasificado a la Fase final. Ascendió a Primera División. |

### Zona Sur
| Pos. | Equipo                | Pts. |
| ---- | --------------------- | ---- |
| 1°   | Temperley             | 28   |
| 2°   | Nacional (A)          | 21   |
| 3°   | Argentino de Banfield | 19   |
| 4°   | Adrogué               | 16   |
| 5°   | Chacabuco             | 12   |
| 6°   | Argentino de Quilmes  | 11   |
| 7°   | Wilde                 | 4    |
| 8°   | Avellaneda            | 4    |

|  | Clasificado a la Fase final. Ascendió a Primera División. |

## Fase final

### Cuadro de desarrollo
|  | Semifinales | Semifinales   | Semifinales |          |   | Final         | Final | Final | Final | Final |  |
|  |             |               |             |          |   |               |       |       |       |       |  |
|  |             |               |             |          |   |               |       |       |       |       |  |
|  | N           | Villa Urquiza | 1           |          |   |               |       |       |       |       |  |
|  | N           | Villa Urquiza | 1           |          |   |               |       |       |       |       |  |
|  | S           | Temperley     | 1           |          |   |               |       |       |       |       |  |
|  | S           | Temperley     | 1           |          |   | Villa Urquiza | 0     | 1     | 0     |       |  |
|  |             |               |             |          |   | Villa Urquiza | 0     | 1     | 0     |       |  |
|  |             |               | O           | All Boys | 0 | 1             | 2     |       |       |       |  |
|  |             |               | O           | All Boys | 0 | 1             | 2     |       |       |       |  |
|  |             |               |             |          |   |               |       |       |       |       |  |
|  |             |               |             |          |   |               |       |       |       |       |  |
|  |             |               |             |          |   |               |       |       |       |       |  |
|  |             |               |             |          |   |               |       |       |       |       |  |

|                              |
|                              |
| Campeón All Boys 1.er título |

## Copa Campeonato
La Copa Campeonato de División Intermedia fue disputada por el ganador del Campeonato de División Intermedia y por el ganador del Torneo de Reservas de la Primera División.
| No hay datos | All Boys | 0:0 | Boca Juniors (II) |  |  |

| 9 de septiembre de 1923 | All Boys | 0:2 | Boca Juniors (II) |  |  |

|                                      |
|                                      |
| Campeón Boca Juniors (II) 2.º título |